# برج الناسك (أم الرصاص)
برج الناسك هو برج أثري، يقع بالمدينة القديمة في أم الرصاص، الأردن. يبلغ ارتفاعه 15 م بقاعدة مربعة تبلغ أبعادها 2.5 × 2.5 م. يتنصب البرج على بعد 1.5 كم شمال غرب الحصن الروماني بالمدينة. ويحيط به ساحة مُسوّرة بُنيت فيها كنيسة. ويقع في أعلى البرج غرفة كانت مسقوفة بقبة. وقد اُطلق على البرج اسم سمعان العمودي، وهو قديس وناسك سرياني (389-459). ويُعتقد أن بعض الرهبان استعملوه للتعبد. من جهة أخرى، يرى باحثون أن البرج لم يكن لاغراض دينية فقط، بل هو نقطة حماية وتنبيه للأخطار الممكن أتيانها من الصحراء وأيضا لحماية الماء المحفوظ في الآبار المجاورة، مع الأخذ بعين الاعتبار أن البعض من الباحثين وعلماء الآثار ظل يظن وما يزال ان البرج اقيم لاغراض دينية تقشفية.

## البناء
تذكر المصادر التاريخية الموثقة ان هذا البرج أنشيء خلال الفترة البيزنطية في القرن 16 الروماني، ويتميز البرج بعدم وجود درج يؤدي إلى قمته وكان الزاهد المتنسك يرفع نفسه بالحبال إلى اعلى البرج حيث الغرفة المقببة بالاعلى حيث يتعبد ويمكث فيها فترة طويلة تصل إلى شهور واحيانا إلى سنوات عدة ويقام وسط ساحة يحيط بها سور وفي الزاوية الجنوبية الشرقية من تلك الساحة تشاهد بقايا كنيسة صغيرة ترتبط بغرف جانبية رصفت ارضيتها بالحجارة والكلس. ويقع البرج بعيدا بمسافة 1 كم عن المجمع الكنسي في ام الرصاص.

## الاهمية
يعد هذا الأثر التاريخي المثال الوحيد من نوعه للأبراج العامودية للتنسك الرهباني المسيحي في الأردن والتي تنفرد بها منطقة ام الرصاص الاثرية دون غيرها من المواقع الاثرية في الأردن بوجود برج الناسك فيها. كما أن البرج كان أحد العوامل الهامة إلى جانب اللوحات الفسيفسائية التي تحتوي على معلومات تاريخية قيمة والتي بسببها ادرجت ام الرصاص على قائمة التراث العالمي لليونسكو حيث يعد مزيج حضاري فريد يعكس التعايش الديني في تلك الحقبة التاريخية الإسلامية ابان دولة الخلافة الاموية والتي بنيت اغلب الكنائس في تلك الفترة. حيث هناك أكثر من 264 برجا مماثلا منتشرة اغلبها في شمال سوريا نظرا للاقتداء بالقديس سمعان السيرياني السوري الذي تشير بعض المصادر التاريخية والدينية المسيحية انه مكث أكثر من 30 عاما متنسكا في برجه.

## تصدعات
رغم الاهمية التاريخية والدينية للمنطقة التي كانت تمثل نقطة اشعاع عالمية للدعوة إلى «التوحيد» في مواجهة الوثنية، الا ان الاهتمام بهذه المنطقة ضعيف. فبالرغم ظهور تصدّعات ظاهرة للعيان في البرج وتنبئ بسقوط قريب له، الا انه لم تتخذ الجهات المعنية أي إجراءات حتى الآن لحماية البرج الوحيد المتبقي في المنطقة، حيث سقط قبل عدّة سنوات أحد الأبراج القريبة من الناسك ويؤكد مسؤولون ان اسباب السقوط بسبب عوامل الطبيعة والزلازل. منظمة التراث العالمي لليونسكو تعمل ما بوسعها للحفاظ على الاثار التاريخية القيمة بمنطقة ام الرصاص بشكل عام وتولي أهمية كبيرة للحفاظ على سلامة هذا البرج الفريد والوحيد في الأردن.

## معرض الصور

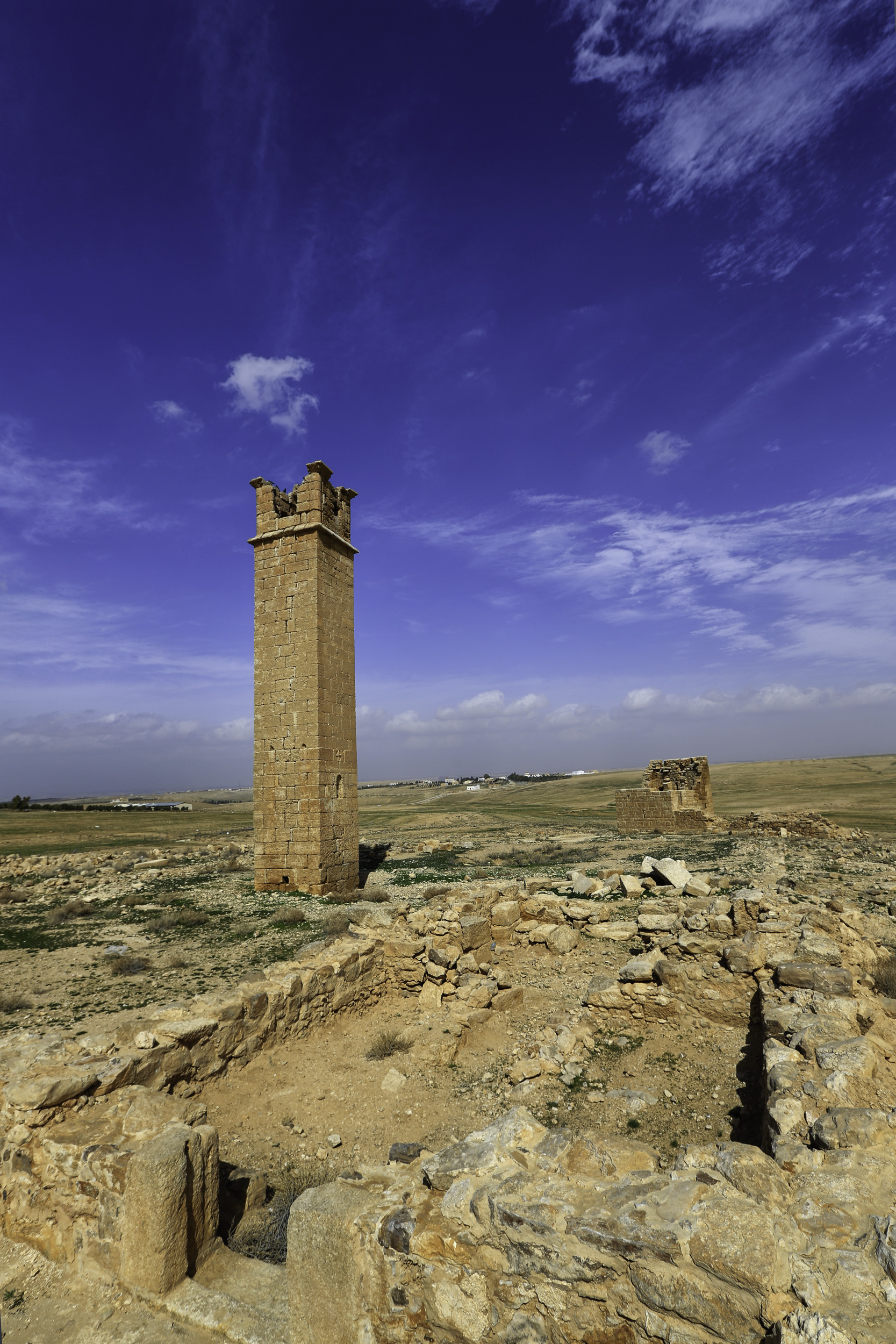
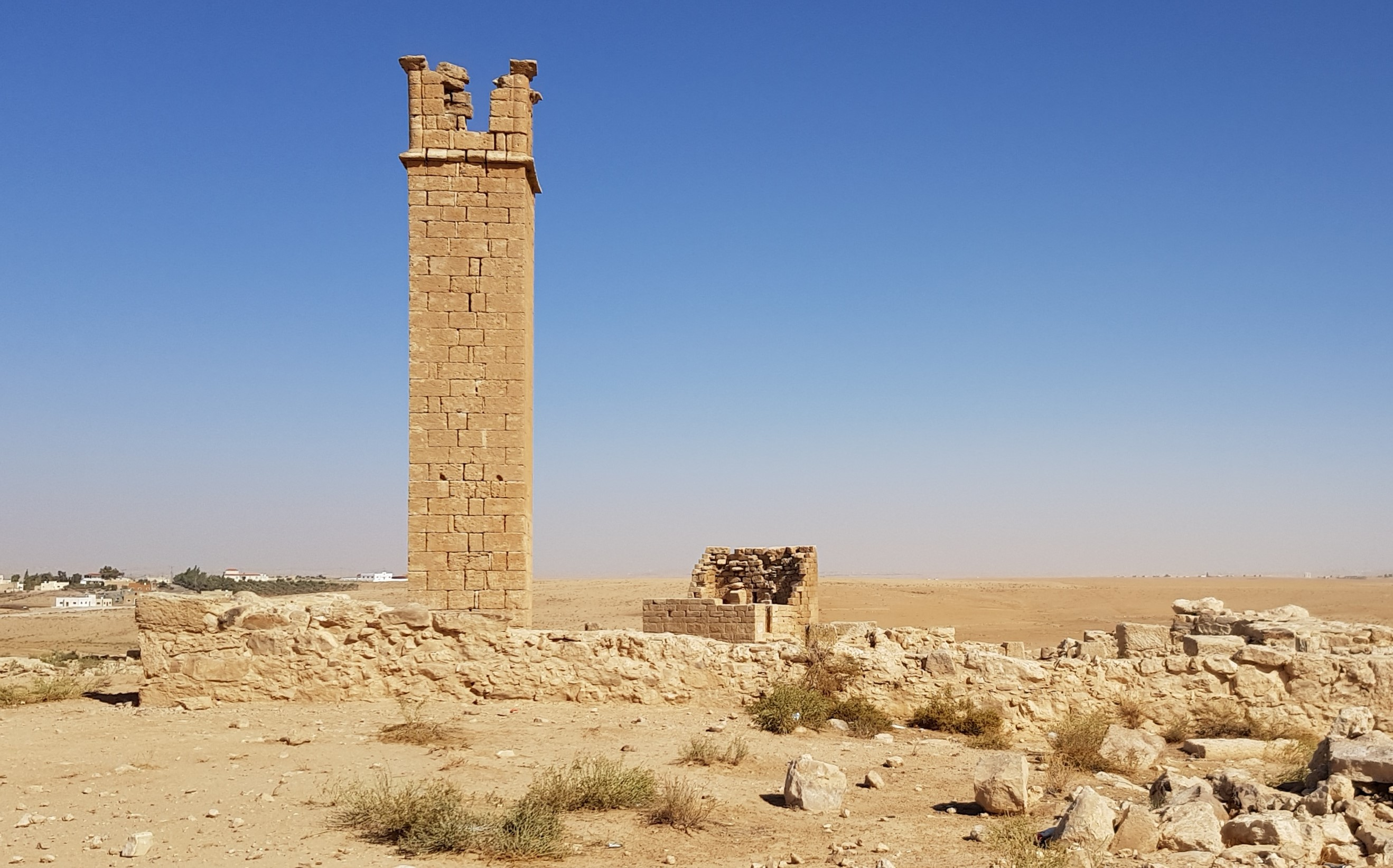
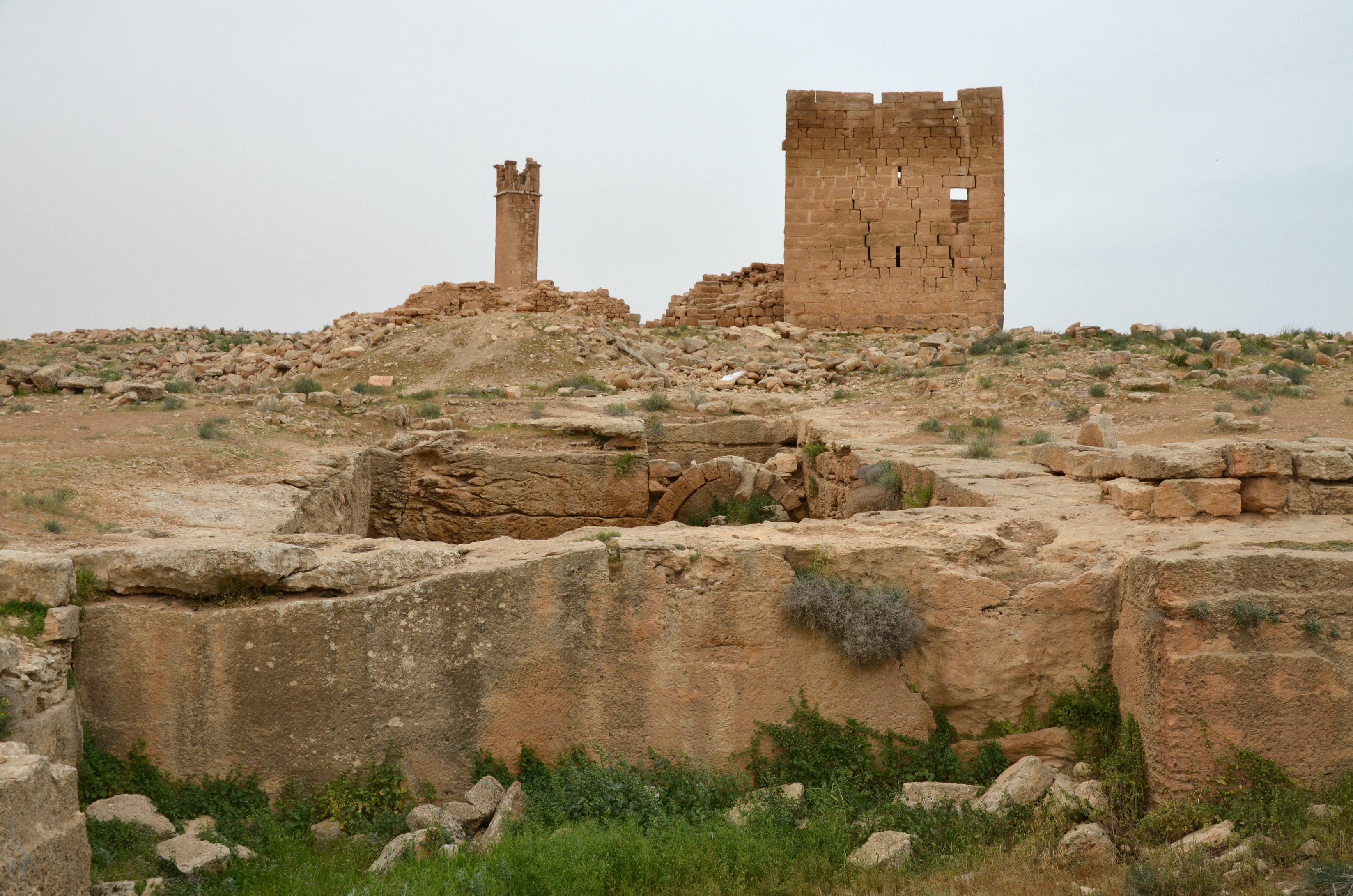
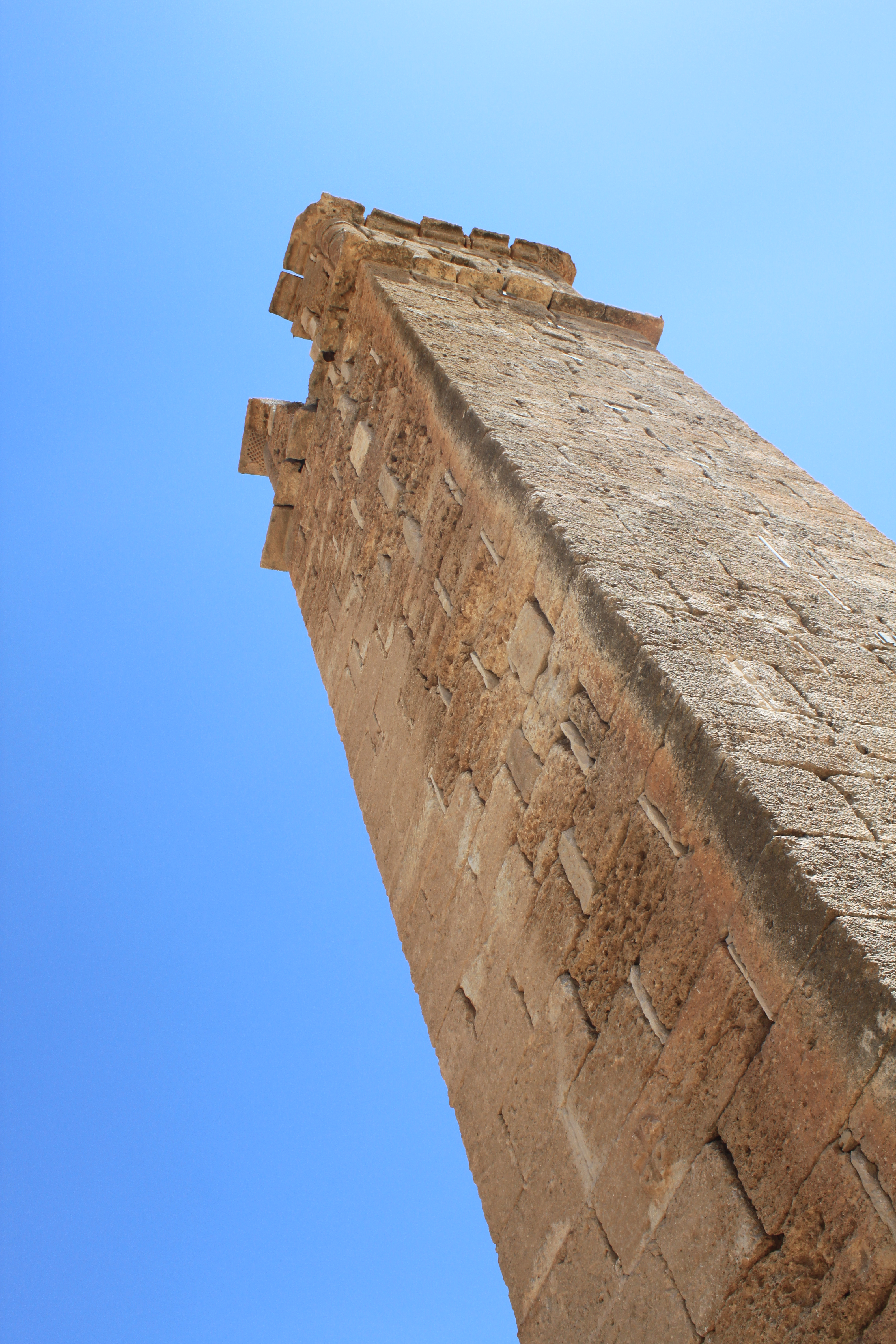
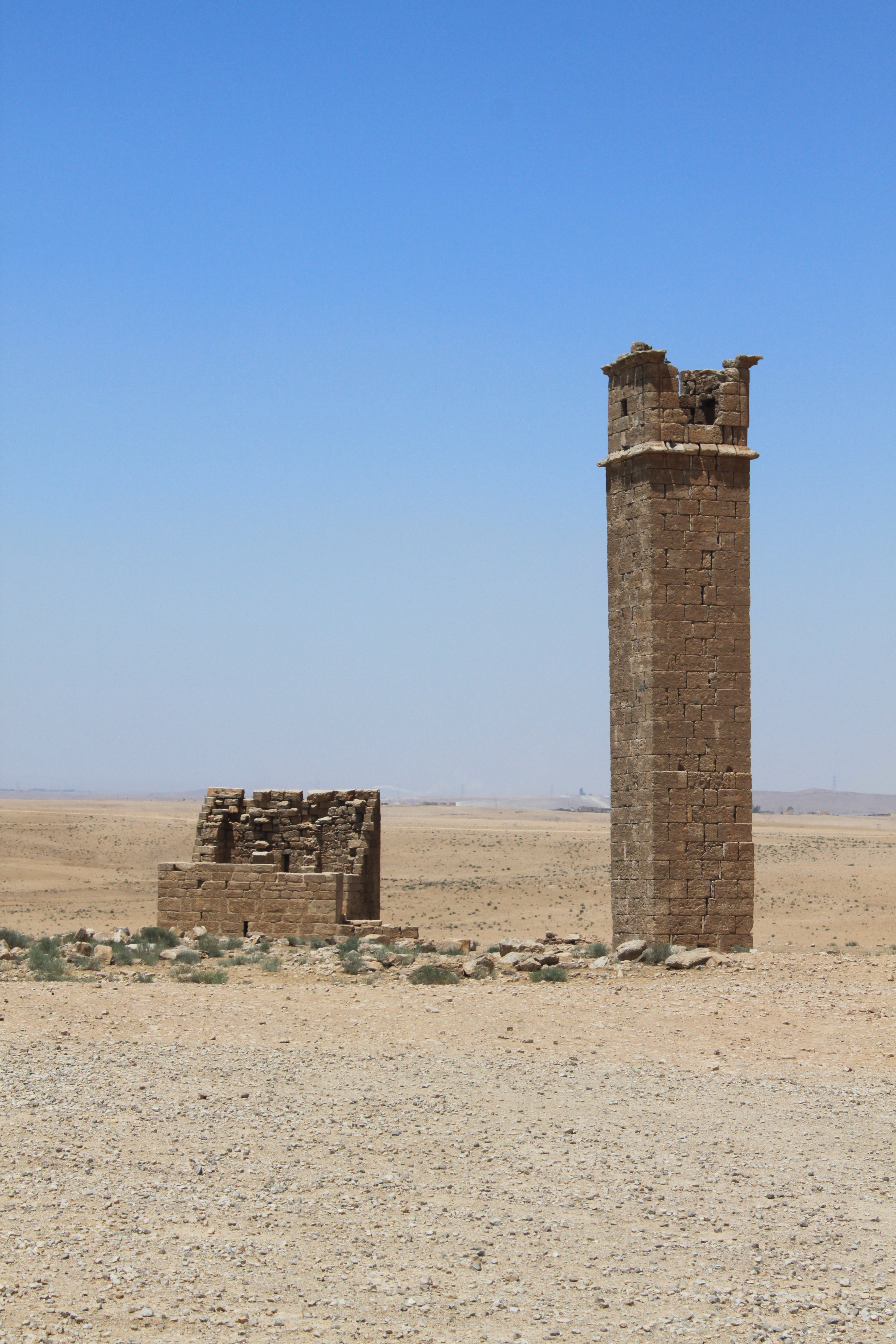
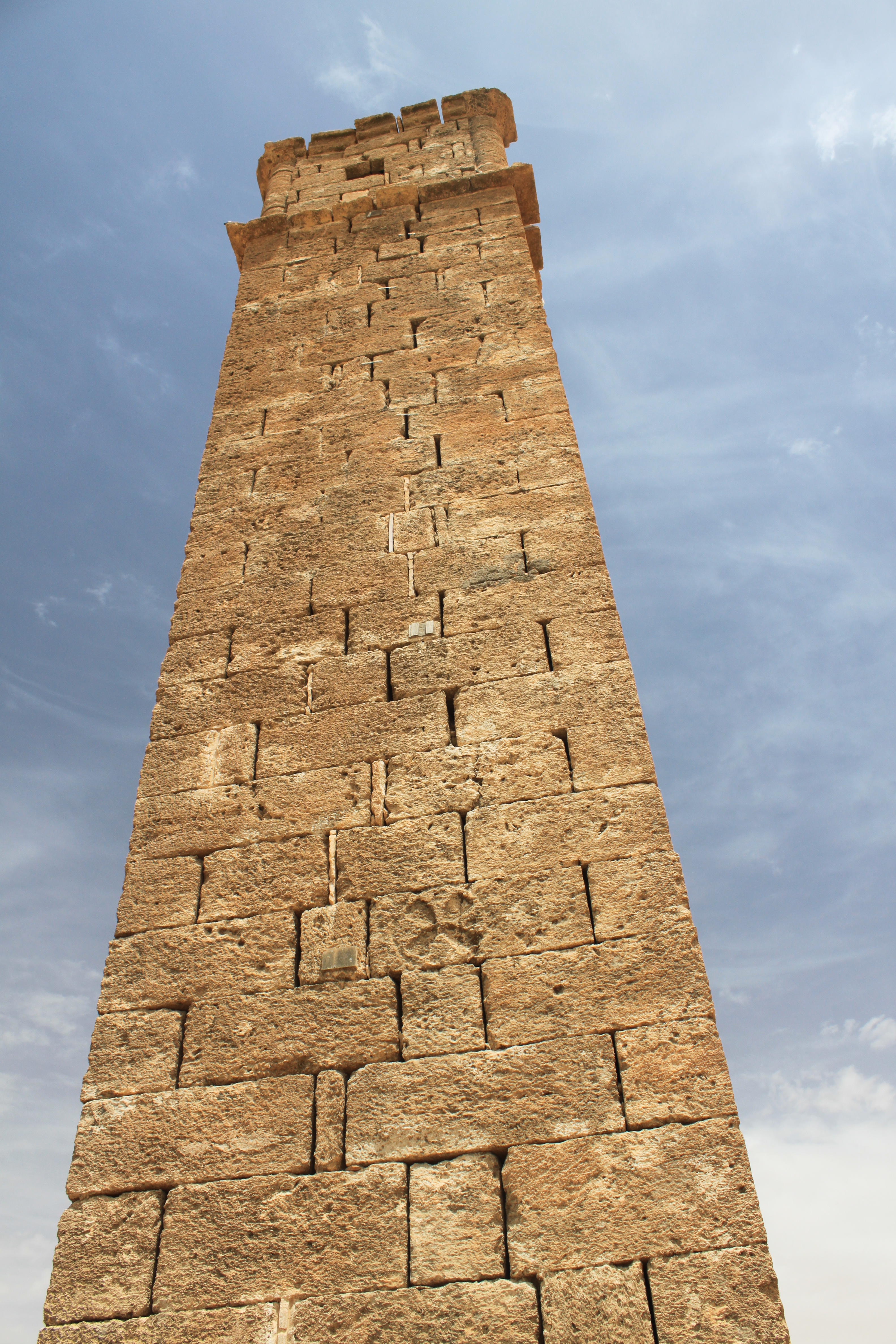
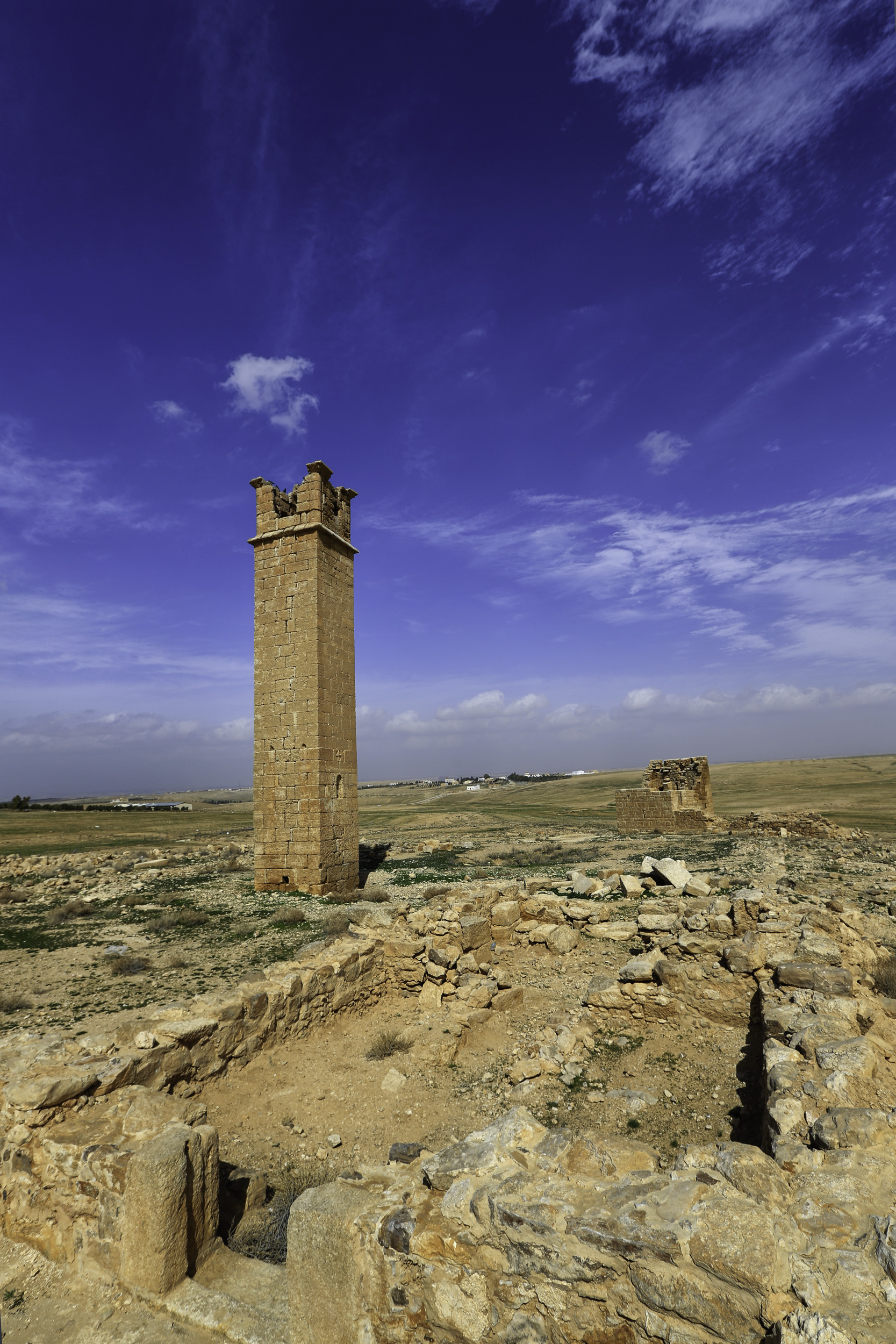
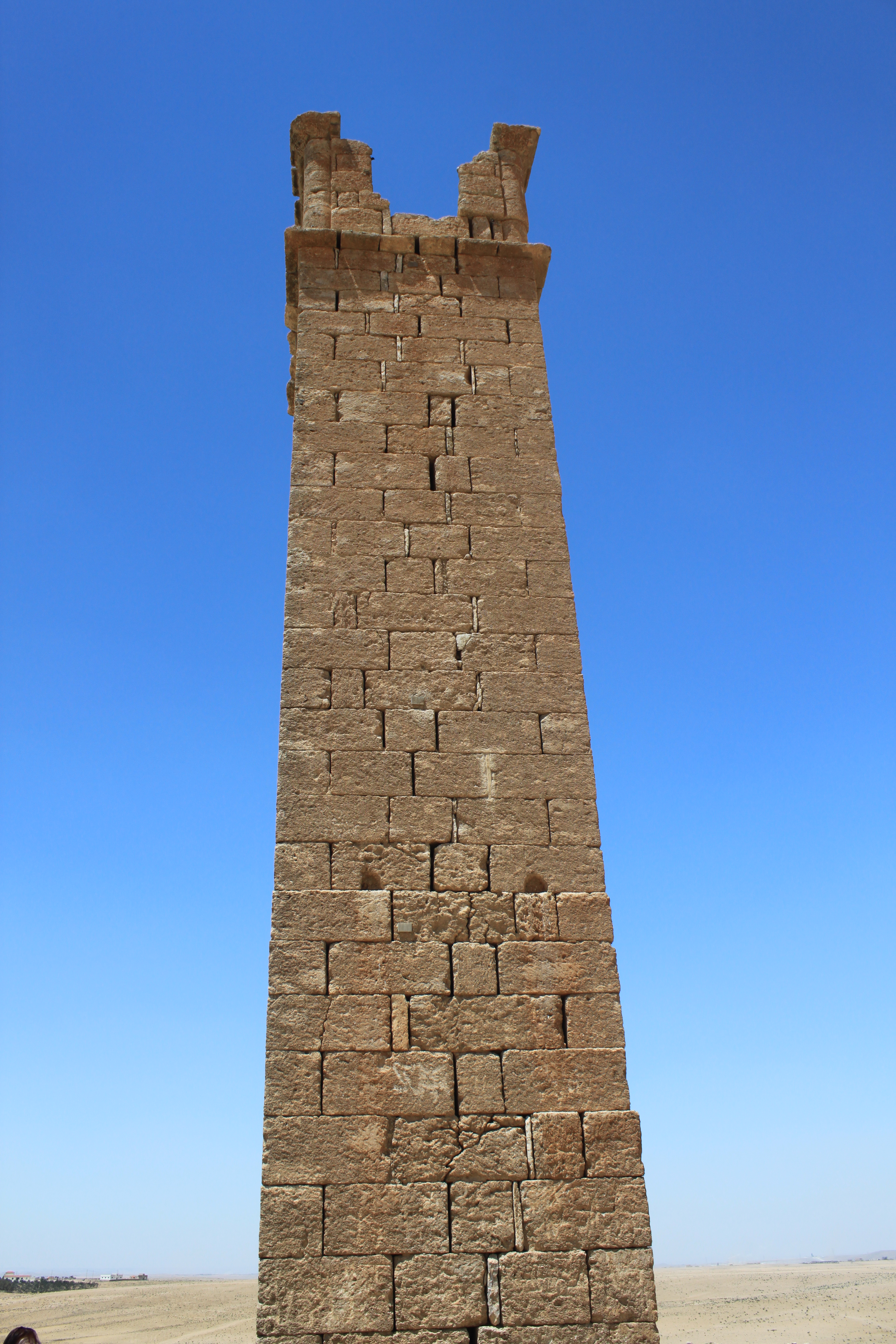
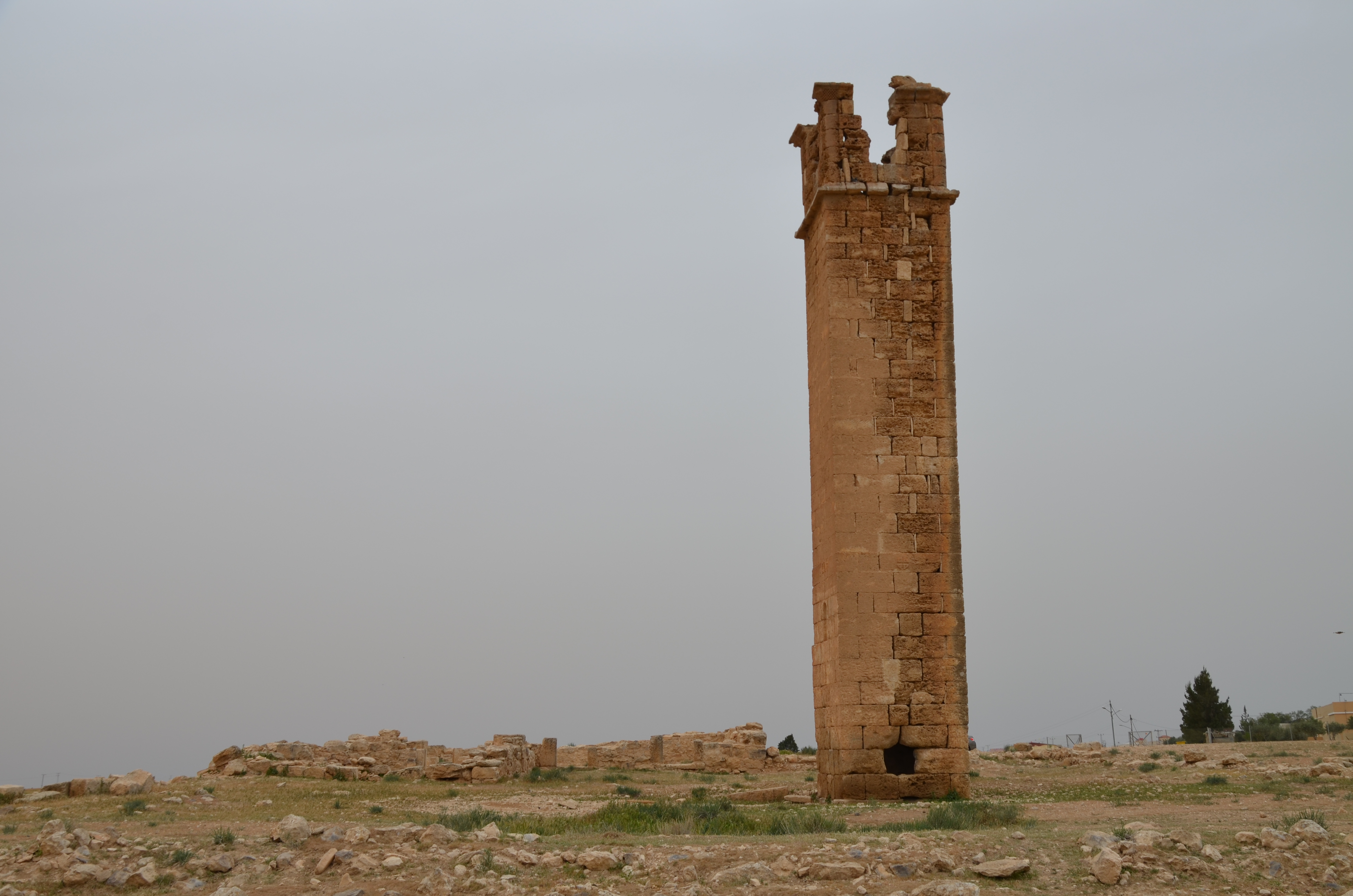
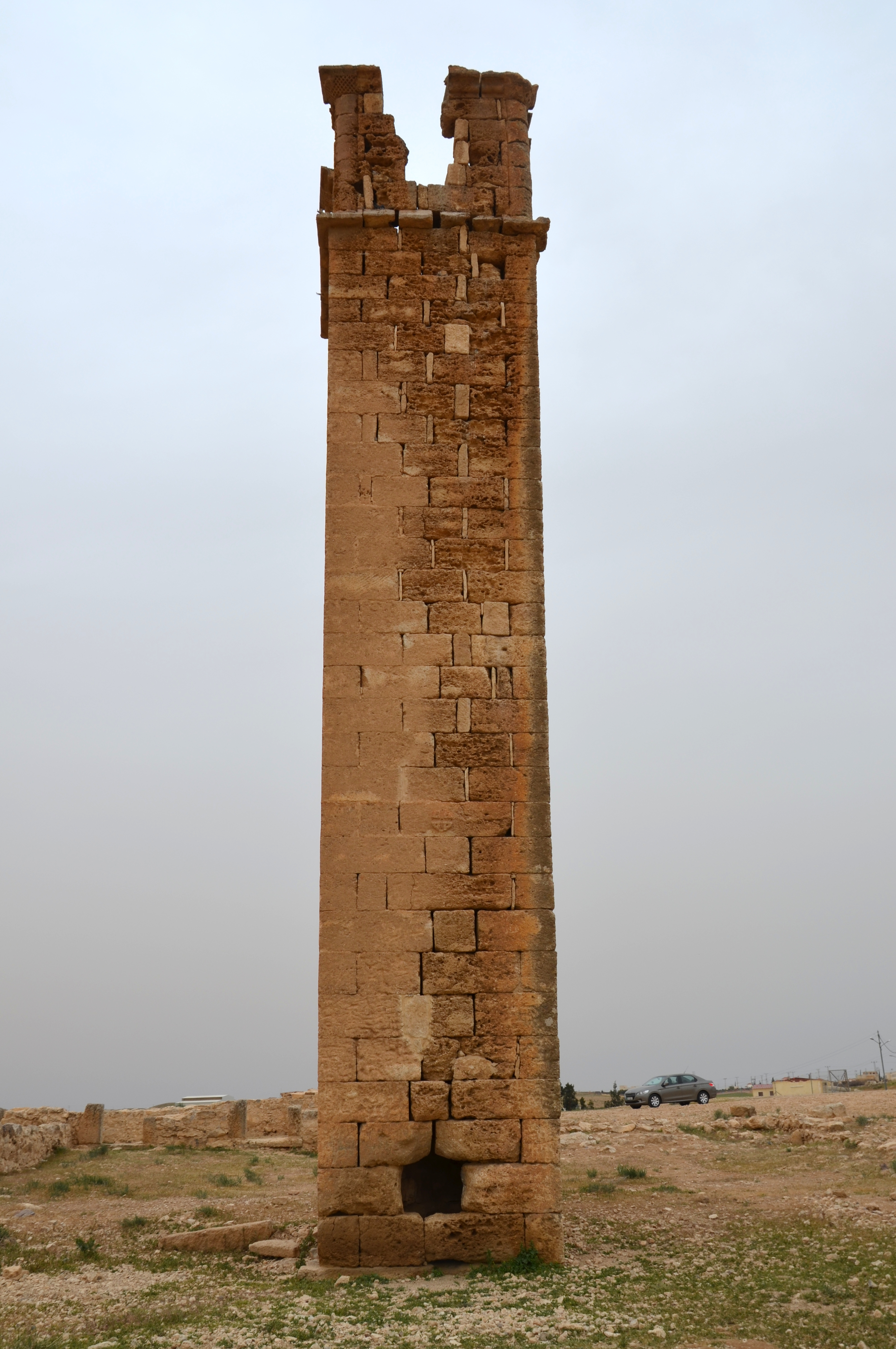
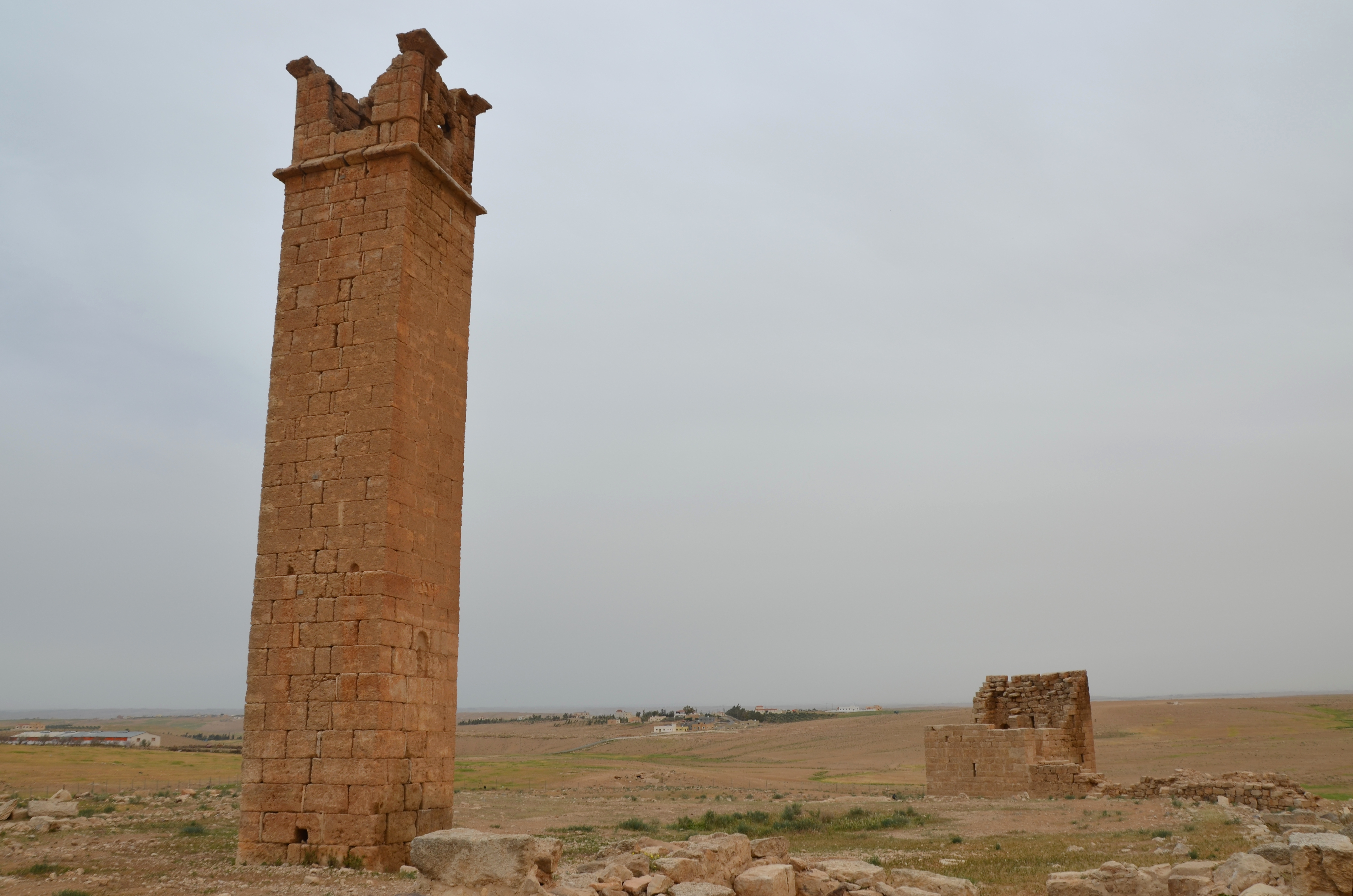
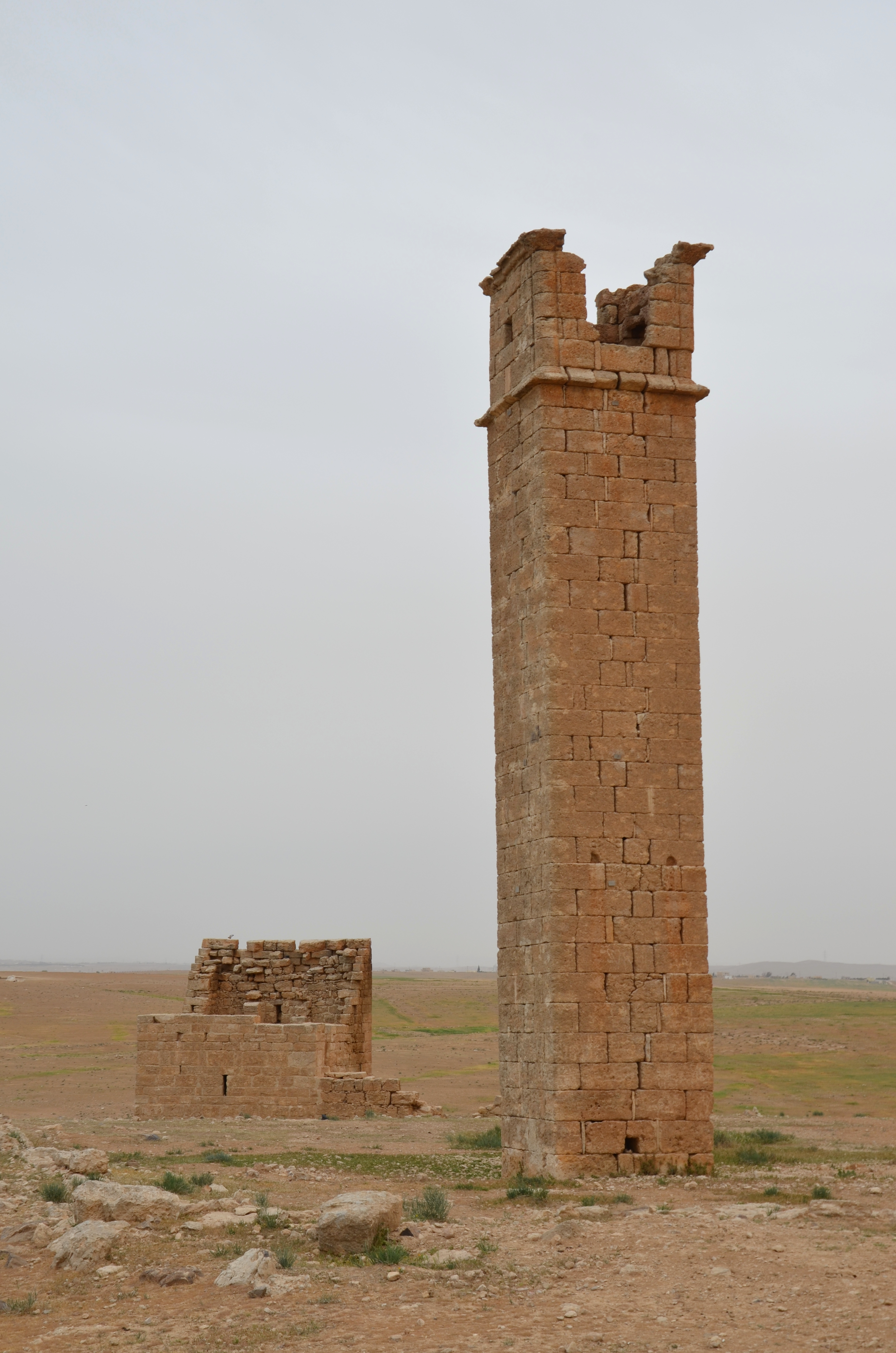
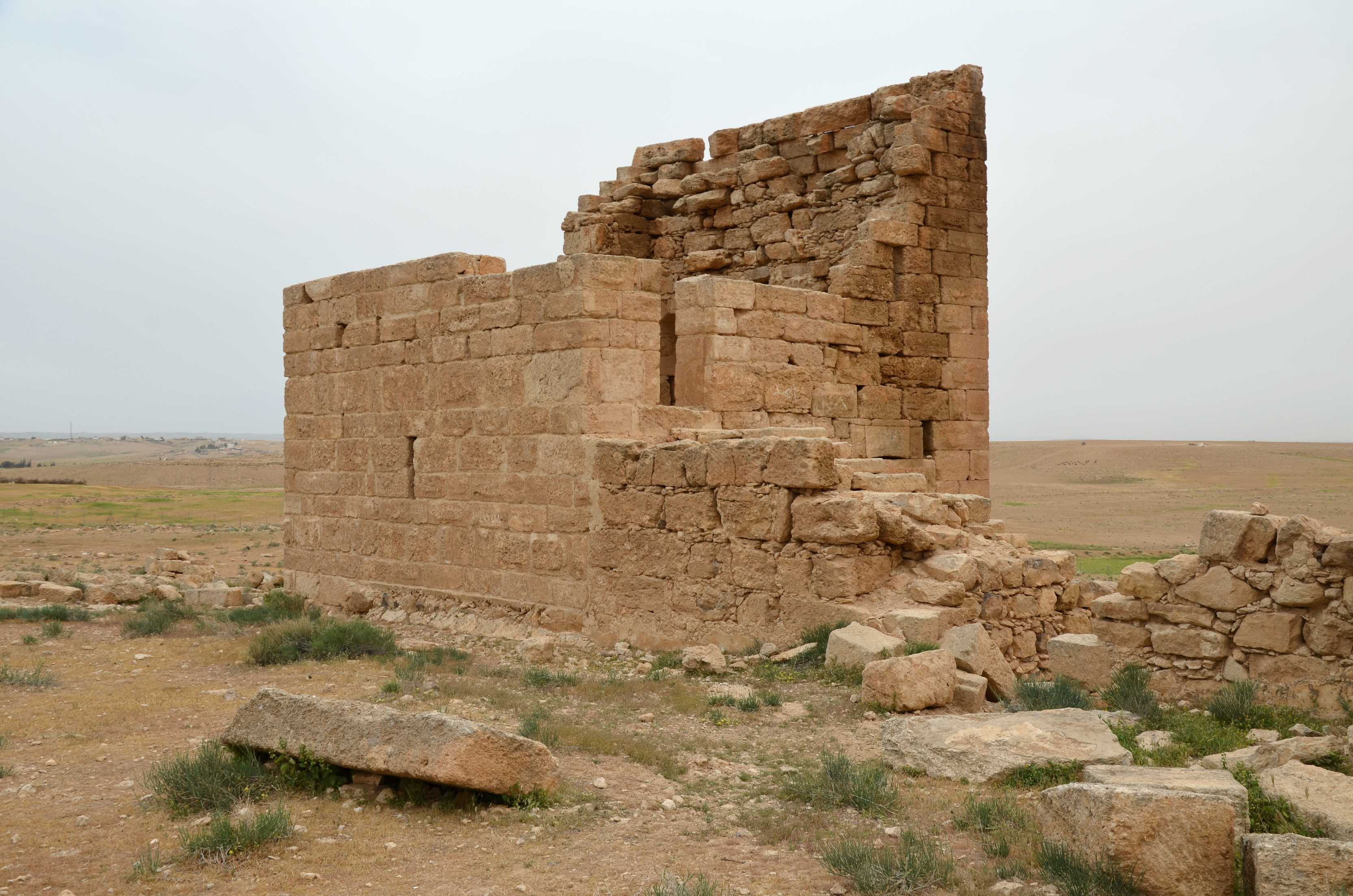